# Club de baseball de Viladecans
Uniformes
Le Club Beisbol Viladecans est un club espagnol de baseball situé à Viladecans en Catalogne. Il évolue en División de Honor, la première division espagnole.
C'est le club le plus titré en Espagne, sacré 21 fois d'affilée de 1982 à 2002.

## Palmarès
- Champion d'Espagne : de 1982 à 2002 inclus.
- Vainqueur de la Copa del Rey : 1982.
- Champion d'Espagne catégorie féminines juniors : 1986.

## Histoire
Le club est fondé en 1945 et se consacre à des rencontres amicales ainsi qu'à la diffusion du baseball à Barcelone,.
Le club dispute ses premières rencontres officielles en 1954 et remporte en 1957 le trophée Radio Ciudad de Barcelona. C'est en 1982 que l'équipe senior remporte son premier titre en division honneur, qu'elle conserve jusqu'en 2002. Les années 1990 voient le club participer à des compétitions internationales.
En 1992, le Camp Municipal, construit en 1987, accueille des matchs du tournoi de baseball des Jeux olympiques de Barcelone. Le club accueille aussi des matchs des Coupes intercontinentales de 1991 et 1997.